# Isachne lutchuensis
Isachne lutchuensis là một loài thực vật có hoa trong họ Hòa thảo. Loài này được Hatus. & T.Koyama mô tả khoa học đầu tiên năm 1956.